# Гершом Шолем
Гершем Шолем (нім. Gershom Scholem, власне нім. Gerhard Scholem, 5 грудня 1897, Берлін — 21 лютого 1982, Єрусалим) — єврейський філософ, історик релігії і містики.

## Біографія
Навчався івриту і Талмуду у берлінського рабина. Гершем Шолем вивчав математику, філософію та іврит в Берлінському університеті, де зблизився з Мартіном Бубером, Вальтером Беньяміном, Готлобом Фреге, Шмуелем Агноном, Хаїмом Нахманом Бяликом та ін. У 1919 році закінчив Мюнхенський університет за спеціальністю семітські мови.
У 1923 році він емігрував до Палестини, де зосередився на вивченні юдейської містики. Очолив відділ юдаїки в Національній бібліотеці, читав лекції в Єврейському університеті Єрусалиму. Гершем Шолем — перший викладач юдейської містики в університеті з 1933 по 1965 рік, потім почесний професор.
У 1950-1960-х роках Гершем Шолем входив у коло міжнародного та міждисциплінарного щорічника «Еранос», що поєднував дослідників архаїки і містики (Карл Густав Юнг, Карл Кереньї, Мірча Еліаде, Анрі Корбен, Луї Массіньйон та ін).
Гершем Шолем — один із засновників Ізраїльської академії наук. Він її президент у 1968—1974 роках.
Родина
Старший брат — Вернер Шолем, один з лідерів Комуністичної партії Німеччини, загинув у Бухенвальді в 1940 році.
Творчість
Найбільший дослідник кабали, Шолем протиставив свій підхід єврейській містиці, єврейській мові та єврейському месіанству (Саббатай Цеві) позитивістським традицій історичних і філологічних досліджень юдаїзму, що склалися в Німеччині XIX ст.
Вплив
Роботи Шолема з юдейської містики вплинули на Хорхе Борхеса (з яким він зустрічався в Єрусалимі), Умберто Еко, Жака Дерріда, Джорджа Стейнера, Гарольда Блума. Гершем Шолем заперечував проти смертного вироку Адольфу Айхману і критично поставився до книги Ганни Арендт «Айхман у Єрусалимі» (1963), побачивши в ній брак солідарності з єврейством.

## Нагороди та визнання
- 1958 — Державна премія Ізраїлю
- 1961 — Премія Ротшильда
- 1974 — Премія Гарві
- 1976 — Член-кореспондент Британської академії
- 1977 — Літературна премія імені Бялика
- Почесний доктор багатьох університетів світу

## Праці
- Major trends in Jewish mysticism (1941)
- Zohar, the Book of splendor (1949)
- Von der mystischen Gestalt der Gottheit. Studien zu Grundbegriffen der Kabbala (1962)
- On the Kabbalah and its symbolism (1965)
- Über деякі Grundbegriffe des Judentums (1970)
- The Messianic Idea in Judaism and Other Essays on Jewish Spirituality (1971)
- Walter Benjamin — die Geschichte einer Freundschaft (1975)
- On Jews and Judaism in crisis: selected essays (1976)
- From Berlin to Jerusalem: memories of my youth (1980)
- Walter Benjamin: the story of a friendship (1981)
- Walter Benjamin und sein Engel. 14 Aufsätze und kleine Beiträge (1983)
- Briefe. Bd. 1: 1914—1947; Bd. 2: 1948—1970; Bd. 3: 1971—1982. München: C. H. Beck, 1994—1999

- Вальтер Беньямін та його ангел // Іноземна література, 1997, № 12
- З листування Вальтера Беньяміна з Гершомом Шолемом // Беньямін Ст. Франц Кафка. М.: Ad Marginem, 2000, с. 143—184
- Наука про єврейство, її досягнення і перспективи // Євреї в сучасному світі. Т. 1. Єрусалим; Москва: Гешарим; Мости культури, 2003, с. 466—470
- Основні течії в єврейській містиці. Москва; Єрусалим: Мости культури, Гешарим, 2004
- Вальтер Беньямін — історія однієї дружби. М.: Grundrisse, 2014